# Mickey's Memory Challenge
Mickey's Memory Challenge  est un jeu vidéo de réflexion édité en 1993 par Walt Disney Computer Software sur Commodore 64 et DOS.
Le jeu n'a été édité qu'en Europe.